# ازواد
دولت اَزَواد یا دولت مستقل ازواد (به عربی: دولة أزواد المستقلة)، (بربری: ⴰⵣⴰⵓⴷ) شبه‌دولتی به رسمیت شناخته نشده در شمال آفریقا بود که از سال ۲۰۱۲ تا ۲۰۱۳ از کشور مالی به‌طور یک‌جانبه توسط جنبش ملی آزادیبخش ازواد اعلام وجود کرده بود.پس از کودتا علیه ابراهیم ابوبکر کیتا در مورخهٔ ۱۹ اوت سال ۲۰۲۰، ارتش این کشور حملات گسترده‌ای را علیه مواضع  شبه‌دولتی اّزواد انجام داد و این دولت را ساقط کرد.

## ایجاد

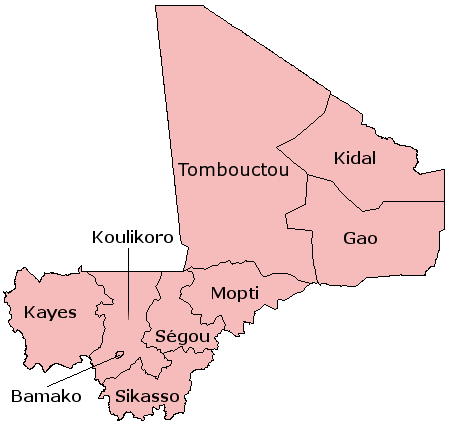
استان‌های گائو، کیدال و تیمبوکتو در نقشه کشور مالی.

پس از کودتای مالی در ۲۲ مارس ۲۰۱۲ که به بهانه ناتوانی دولت در مهار شورشیان تجزیه‌طلب طوارق انجام شد، جنبش انصار دین که با القاعده مرتبط است، با جنبش آزادی‌بخش ملی ازاد (MNLA) که از جدایی‌خواهان قوم طوارق تشکیل شده همکاری می‌کند و بخش‌های شمالی کشور مالی را به تصرف خود درمی‌آورند.

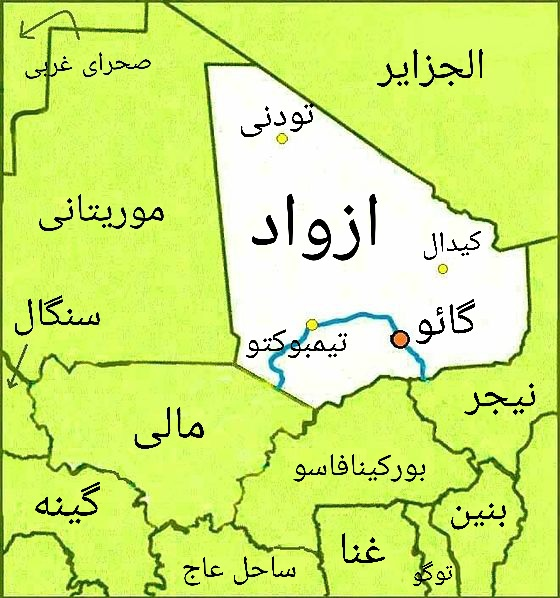
نقشه ازواد.

در تاریخ ۲۶ مه سال ۲۰۱۲ (۶ خرداد ۱۳۹۱) شورشیان قوم طوارق اعلام می‌کنند که با گروه اسلام‌گرای انصار دین بر سر ایجاد کشوری جدید در شمال مالی به توافق رسیده‌اند. جنبش انصار دین و جنبش آزادیبخش ملی ازواد در شهر گائو تأیید کردند که دست به تشکیل شورای موقت حکومت اسلامی ازواد زده‌اند. به همین منظور نیز توافقنامه‌ای میان این دو گروه به امضا رسید. در بیانیه‌ای که این دو گروه منتشر کردند، آمده‌بود: «اسلام به عنوان دین رسمی و قرآن به عنوان منبع قانون‌گذاری پذیرفته شده‌است». گفته می‌شود که جنبش آزادیبخش ملی ازواد نخست مخالف پذیرش این موارد بوده، اما سرانجام با جنبش انصار دین بر سر این موضوعات کلیدی به توافق رسیده‌است.
شورشیان طوارق می‌گویند که مذاکرات میان دو طرف در شهر گائو صورت گرفته‌است. این شهر در اوایل ماه آوریل سال ۲۰۱۲ میلادی همراه با دو شهر راهبردی کیدال و تیمبوکتو به تصرف شورشیان درآمد.

## مردم

### زبان
زبان‌های رایج عبارتند از زبان آمازیغی و عربی.